# عمر بلهوشات
عمر بلهوشات (ولد في 9 فبراير 1954 بمدينة سطيف) هو صحفي جزائري اشتهر بتحقيقاته الصحفية ودعمه لحرية الصحافة. حوكم عدة مرات من قبل الحكومة خلال الحرب الأهلية الجزائرية في التسعينات، ونجا من محاولتي اغتيال.
بدأ بلهوشات مسيرته كصحفي في وكالة الأنباء الجزائرية ثم عمل بتقديم تقارير لجريدة المجاهد. وبعدما سمحت الحكومة بالصحف المستقلة، قام بلهوشات في عام 1990 بتأسيس صحيفة الوطن جنبا إلى جنب مع تسعة عشر من زملائه في جريدة المجاهد.